# ジョブカフェ
ジョブカフェは、各都道府県が所管する、若年者の能力向上・就職促進を目的に、職場体験や職業紹介等、雇用に関連したサービスを提供する支援施設。「若年者就業（または就職）支援センター」とも言う。厚生労働省、経済産業省による支援も行われている。ただし、ここでは一部都道府県で中高年者の能力向上・就職促進を目的に、職場体験や職業紹介等、雇用に関連したサービスを提供する「中高年者就業（または就職）支援センター」、いわゆるジョブサロンについても記述する。
これらの名称とは違う名称や、ジョブカフェとジョブサロンをセットにした形、公共職業安定所（ハローワーク）や市町村と共同の形で運営している都道府県もある。

## ジョブカフェ
若年者が対象の支援施設で、原則として15歳から34歳までが対象となる。ただし、各地域によって上限年齢は異なり、29歳までに制限している地域もあれば、39歳または44歳まで拡大されている地域もある。サービス内容についても、地域の事情に合わせた取り組みがなされている。

## ジョブサロン
中高年者が対象の支援施設で、原則として35歳以上が対象となる。ジョブカフェ同様、早期就職に向けての支援を行う施設であり、サービス内容についても、地域の事情に合わせた取り組みがなされている。

## 概略
2003年に国が策定した「若者自立・挑戦プラン」の中核的施策（主に公明党が推進していた）に位置付けられ、2004年度より各都道府県に開設されている。
地域の実情に合わせ、情報提供・カウンセリング・人材育成・職業紹介等に関し新たなモデルを構築する為の取組を実施している。
ジョブサロンに関しては具体化された時期が不明だが、若年での就職が叶わなかった者や中高年でのリストラに遭った者をフォローするために一部都道府県で開設された。

## 問題点
2007年12月25日、厚生労働委員会において、若者の就業支援を行うジョブカフェで高額な人件費が計上されていたことが問題となった。本件は週刊誌の記事によって明るみに出たもので、同記事によると千葉、岐阜、大阪における事業を再請負で請け負ったリクルート社が人件費として、以下の金額を日給として計上していた。
- プロジェクトマネージャー：120,000円
- コーディネーター：90,000円
- キャリア・カウンセラー：75,000円
- 事務スタッフ：50,000円

## 関連文献
- CiNii>ジョブカフェ

## 参考資料
- 小林美希「官業 日給12万円の「異常」委託費 - ジョブカフェ内部文書入手、「高額人件費」のからくり」（『AERA』2007年12月3日号、朝日新聞社）
- 小林美希「誰のための「再チャレンジ」だったのか - 若者就労支援政策で儲けた人々」（『世界』2008年10月号、岩波書店）